# Новая Жизнь (Грибановский район)
Новая Жизнь — посёлок в Грибановском районе Воронежской области.
Входит в состав Новомакаровского сельского поселения.

## Население
| 2010 |
| ---- |
| 34   |